# Эдвардс, Джон Белл
Джон Белл Эдвардс (англ. John Bel Edwards, Амит, Луизиана) — американский политик, демократ. Губернатор штата Луизиана с 11 января 2016 года по 8 января 2024 года.

## Биография
В 1988 году окончил Военную академию США, а в 1999 году получил степень доктора права в Университете штата Луизиана. Эдвардс служил восемь лет в армии США, после чего занимался юридической практикой. С 2007 года он был членом Палаты представителей Луизианы и в 2012 года — лидером её меньшинства.
Эдвардс победил сенатора США Дэвида Виттера во втором туре выборов губернатора Луизианы 21 ноября 2015. Эдвардс был избран на второй губернаторский срок, победив республиканца Эдди Риспоуни во втором туре выборов, состоявшемся 16 ноября 2019 года.
Эдвардса относят к консервативным и умеренным демократам. Будучи противником абортов, он подписал сначала закон, запрещающий аборты после 15 недель беременности, а затем и ещё более строгий закон, который исключает проведение абортов, если у эмбриона определяется пульс. Губернатор Эдвардс не поддерживает ограничения по оружию и счёл первый импичмент Трампа отвлекающим манёвром, но в то же время поднял налоги с целью стабилизации бюджета штата, расширил программу Medicaid в Луизиане и издал распоряжение о запрете дискриминации на рабочем месте по признаку сексуальной ориентации либо гендерной идентичности (последний указ был признан незаконным по решению суда).
8 января 2024 года вступил в должность новый губернатор Луизианы, республиканец Джефф Лэндри.